# SimCity (игра, 1989)
SimCity, также известная как Micropolis или SimCity Classic, — компьютерная игра, положившая начало градостроительному симулятору как полноценному жанру в игровой индустрии. Игра была разработана Уиллом Райтом и выпущена для ряда платформ преимущественно в 1989—1991 годах. SimCity выполнена в двухмерной графике, обзор города происходит «сверху». Суть игрового процесса сводится к созданию города, развитию жилых и промышленных зон, строительству инфраструктуры и сбору налогов для дальнейшего развития города. В игре, как и в реальном мире, важно повышать уровень жизни населения и поддерживать баланс между разными секторами, в противном случае населённый пункт может прийти в упадок и даже обанкротиться.
Несмотря на то, что выпуск игры состоялся в 1989 году, симулятор был самостоятельно разработан Уиллом Райтом в 1985 году, когда тот только начинал свою карьеру в качестве инди-разработчика, то есть ещё до образования студии Maxis. Однако в течение четырёх лет игровые издатели отказывались выпускать проект из-за боязни провала продаж, так как в игре отсутствовали какие-либо элементы аркады или экшена, господствовавшие на рынке компьютерных игр в 1980-е годы. В конце концов на распространение игры согласилась компания Brøderbund. Хотя поначалу SimCity продавалась плохо, но после положительных отзывов от игровой прессы продажи симулятора выросли. Получив статус «бестселлера», симулятор был выпущен на множество других платформ, самой популярной из которых оказалась версия для игровой приставки SNES, изданная в 1991 году, в которой при соучастии компании Nintendo был значительно улучшен игровой процесс.
Градостроительный симулятор был признан новым феноменом в игровой индустрии, и по мнению прессы сломал среди многих пользователей персональных компьютеров убеждение, что компьютерные игры предназначены прежде всего для детей. SimCity получила 24 награды от разных новостных издателей и ассоциаций. Критики в основном положительно отозвались о SimCity, назвав её геймплей новаторским для 1980-х годов, а саму игру очень затягивающей, даже несмотря на то, что она лишена элементов шутера и платформера. Также, по мнению рецензентов, игра очень поучительна и поможет игроку понять основы урбанистики, политики и экономики.
После выпуска было продано 300 000 копий SimCity для компьютеров и почти 2 миллиона экземпляров игры для игровой приставки SNES. Успех игры положил начало линейке игр — градостроительных симуляторов и традиции студии Maxis выпускать нелинейные игры-симуляторы, одна из которых — The Sims — превзошла всех своих предшественников по популярности, став самой продаваемой франшизой в истории компьютерных игр.

## Сеттинг
Если игрок не хочет создавать город с нуля, то он может загрузить один из нескольких готовых городов с разными сценариями развития, уровнем сложности и разными катаклизмами, например стать свидетелем землетрясения в Сан-Франциско 1906 года. Другие сценарии представляют собой швейцарский город Берн, вставший в многочисленных автомобильных пробках, или Детройт в 1972 году, в котором надо противостоять разросшейся преступности. Выбрав Бостон в 2010 году, игрок должен будет восстанавливать его после аварии на АЭС, уничтожившей часть города, и обезвреживать загрязнённые участки. Также в качестве сценария доступен город Токио 1961 года, пострадавший от нападения монстра Годзиллы (игрок должен избавиться от последствий разрушения), и город Рио-де-Жанейро в 2047 году, страдающий от многочисленных наводнений в результате глобального потепления.
В версии игры для Amiga и Atari ST были также добавлены 2 дополнительных сценария. Один из них — американский городок Дулсвилль в 1900 году, находящийся в состоянии стагнации. Задача игрока заключается в создании на месте городка крупного мегаполиса за 30 лет. Другой сценарий предлагает немецкий город Гамбург, страдающий от воздушных бомбардировок в 1944 году, после которых игрок должен заново восстанавливать инфраструктуру города.
В игре для SNES также были добавлены 2 новых сценария — Лас-Вегас в 2096 году, который в течение уже нескольких лет становится целью атак со стороны пришельцев, и Фриланд в 1996 году, представляющий собой пустую местность, где игрок должен построить мегаполис с населением в 500 000 человек.

## Игровой процесс
Игрок управляет городом, выступая в роли мэра, задаёт зоны для частной постройки, собирает налоги, обустраивает город объектами инфраструктуры и старается избегать кризисов. При этом SimCity не предлагает определённых целей, по достижении которых игра заканчивается, а игрок сам определяет, каким он хочет видеть город, в соответствии со своими представлениями: например, можно задаться целью достичь высокой плотности населения или повысить общее благополучие жителей путём борьбы с преступностью и создания многочисленных зелёных зон. Игрок может как начать строить город своей мечты с нуля, так и взять под своё управление один из предлагаемых городов мира.

### Строительство
К необходимым объектам строительства, без которых невозможно существование города, относятся жилые, коммерческие и индустриальные зоны. Выступая в роли мэра, игрок определяет место и тип застраиваемых участков, а также выделяет на них средства из городского бюджета. Но само строительство зданий данных зон игрок не контролирует, так как они принадлежат частным лицам и компаниям. Таким образом, с точки зрения игрока он определяет планировку города, а зоны уже застраиваются частными компаниями и заселяются новыми жителями.
К следующему типу объектов для строительства относятся транспортная и энергетическая системы города. Первая представляет собой сеть автомобильных и железных дорог, обеспечивающие потребность населения в транспорте. Вторая состоит из электростанций и линий электропередач, и они должны быть выполнены таким образом, чтобы городу хватало энергетических мощностей, которые должны быть доведены до потребителей.
Игрок может возводить объекты социальной инфраструктуры, к которым относятся полицейские участки, пожарные депо, аэропорт и др. Данные объекты, как и транспортная и энергетическая сеть города, строятся непосредственно игроком.

### Эмуляция

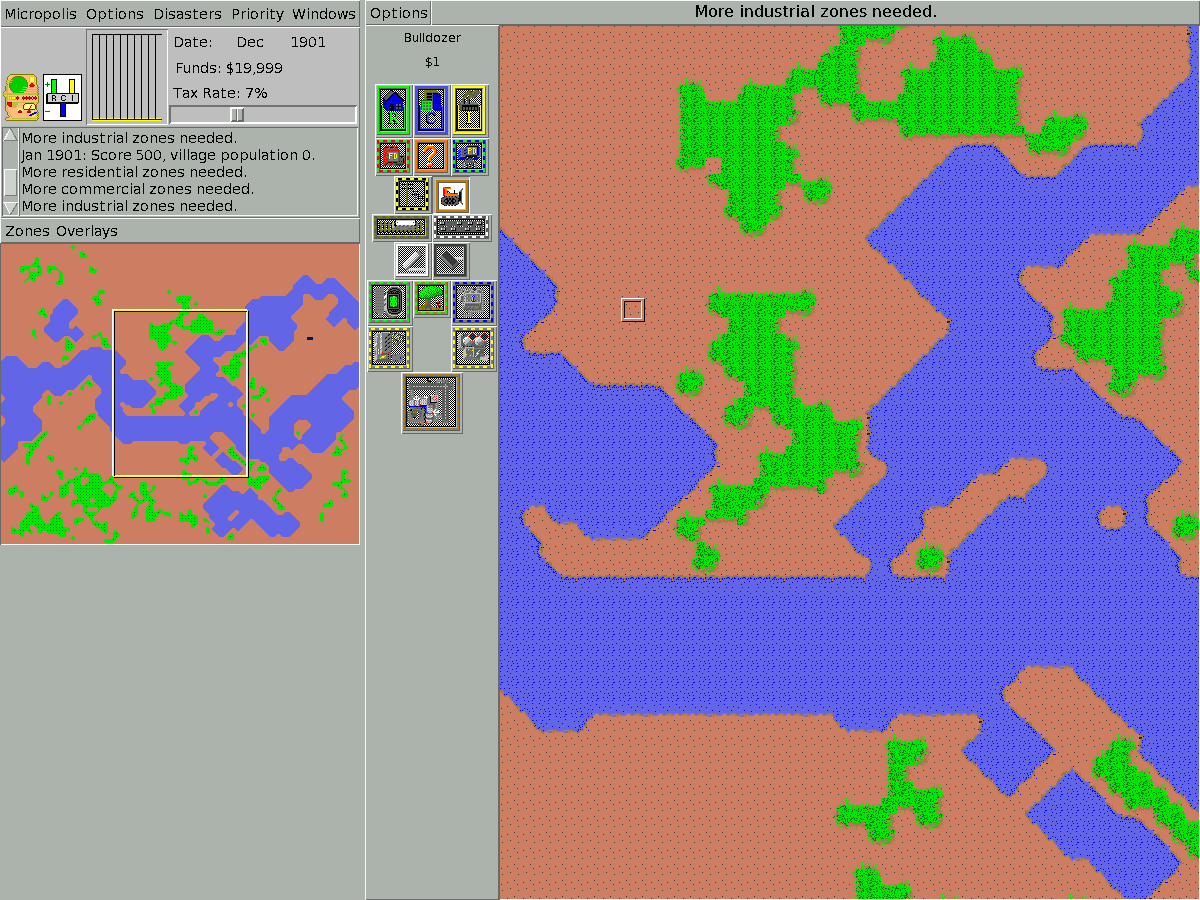
Карта пустой местности Micropolis, бесплатной версии SimCity, распространяющейся под свободной лицензией GPL 3

В случае выбора постройки города с чистого листа игра процедурно генерирует игровой мир (в виде местности с реками, лесами, озёрами и т. п.) и начинает симуляцию, которая датируется январём 1900 года. Размер локации, в которой можно построить город, составляет как правило 120 на 100 клеток, и в них можно размещать объекты для строительства, которые занимают в зависимости от типа одну или несколько клеток.
Город в игре представлен в виде множества эмулируемых объектов, которые постоянно изменяются и взаимодействуют друг с другом. Так, по мере потребности жилые зоны застраиваются и заселяются новыми жителями, что стимулирует строительство в промышленных и коммерческих зонах новых предприятий и магазинов. Вместе с тем, при избытке населения наступает безработица и эмиграция, а его недостаток может привести к нехватке рабочих на заводах. Таким образом, все зоны влияют друг на друга.
Электроснабжение и доступ к транспортной системе города являются необходимыми условиями для застройки и развития городских зон. Вместе с тем на горожан действуют негативные факторы, например им может не нравиться уровень загрязнения окружающей среды от слишком большого трафика или близость промышленных предприятий к жилым кварталам. Также их могут не устраивать высокий уровень преступности, цены на жильё, высокая налоговая ставка и др. Воздействие негативных факторов приводит к оттоку населения и изменению инфраструктуры (например, может произойти замена предприятий на менее технологичные). С другой стороны, если полицейские успешно борются с преступностью, имеются парки, планировка города способствует минимизации трафика и др., то это приводит к росту популярности города и в него приезжает больше жителей, промышленность выходит на более высокий уровень производства, строятся коммерческие центры и происходит рост благосостояния горожан.
Во время игры с городом могут происходить стихийные бедствия и катастрофы: землетрясение, наводнение, катастрофа на АЭС (в случае наличия атомной электростанции), атака монстра (Годзиллы), крушение самолёта, пожар, торнадо и др. Данные события могут происходить как случайно и самопроизвольно, так и по инициативе игрока, если он захочет уничтожить свой город или попытаться выстоять. Во время данных событий игра эмулирует пожары и распространение огня, радиоактивное загрязнение, перемещение монстра, сопутствующие разрушения и др.
В игре присутствует анимация множества объектов на основании эмуляции: на стадионах люди периодически проводят матчи, над городом летают самолёты, если построен аэропорт, в порт приходят корабли, по железной дороге ездит поезд, на автомобильных дорогах наблюдается множество машин в случае пробок или интенсивного движения.

### Роль игрока

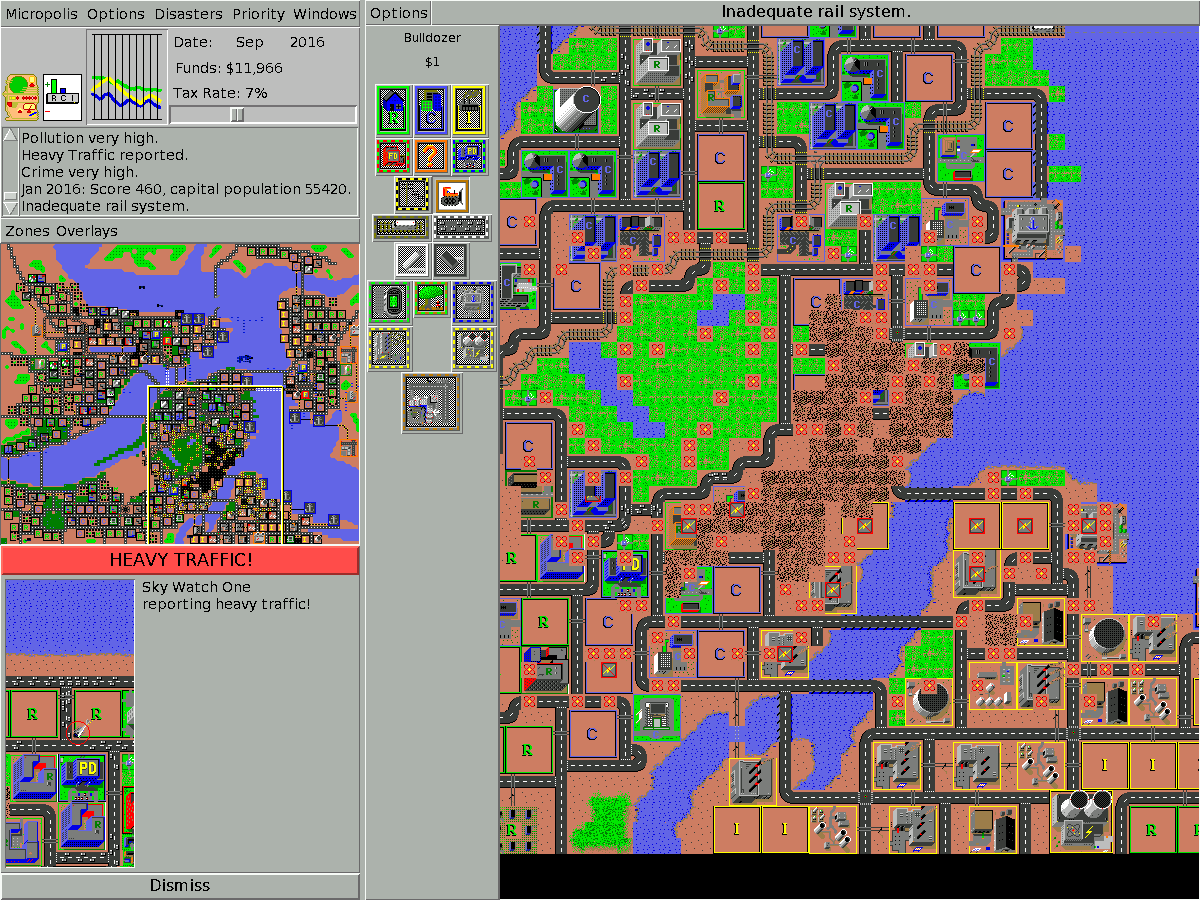
Скриншот из игры Micropolis (бесплатная версия SimCity, распространяющаяся под свободной лицензией GPL 3). Симуляция Бостона после аварии АЭС.

Помимо планировки и муниципального строительства, игрок также может влиять на ряд таких макропараметров, как налоговая ставка, уровень финансирования полиции и др. Вместе с тем, игрок может анализировать текущую обстановку для выяснения проблем города и принимать соответствующие решения. Предполагается, что игрок должен планировать и осуществлять строительство таким образом, чтобы удовлетворять потребности жителей города, минимизировать влияние негативных факторов и следить за уровнями доходов и расходов. Соответственно, это подразумевает обеспечение городских объектов электроэнергией и доступом к транспортной сети, баланс зон, строительство и финансирование полицейских участков, минимизацию загрязнений окружающей среды и др.
Игра предлагает несколько уровней сложности. На более высоком уровне игроку предоставляется меньший стартовый бюджет, во время игры повышается вероятность возникновения катастроф, а проблемы города становятся более острыми, так что справиться с ними всё сложнее.
Городской бюджет находится в распоряжении игрока и в начале игры формируется некоторой суммой денег. Средства требуются как для строительства, так и для содержания городской инфраструктуры, когда каждый год необходимо выделение средств на транспортную сеть, полицию и пожарную охрану. Поступление денег в бюджет происходит с налогов, которые собираются с жителей и организаций города. В случае недостатка средств или их отсутствия эффективность работы пожарных и полицейских снижается, а в дальнейшем начинается разрушение транспортной сети и банкротство города.
Налоговая ставка может быть изменена в любой момент и является одним из ключевых элементов управления. Слишком высокая ставка приводит к недовольству горожан, а в случае слишком низкой может перестать хватать средств для содержания городской инфраструктуры. Вместе с тем, игрок здесь может придерживаться разных стратегий. Например, держать низкую ставку и пренебрежительно относиться к объектам инфраструктуры, тем самым экономя средства. Или хорошо обустроить город, но на его содержание будет требоваться много средств и для этого будет введён высокий налог, с которым жители уже будут мириться. Более того, могут быть динамические стратегии за счёт того, что события в игре обладают инертностью. Например, можно сначала привлечь жителей и предпринимателей низкими налогами, а впоследствии повысить ставку на некоторое время, и, пока горожане не успели уехать, снимать с них налог.
Одним из важных элементов игры является обратная связь от горожан, которые сообщают о своих проблемах. Данная информация может быть получена игроком тремя разными способами. Первый, когда в интерфейсе игры время от времени появляются сообщения о самых важных событиях. Например, может быть получено сообщение о том, что промышленность достигла некоторого порога и для дальнейшего развития ей требуется морской или речной порт. Второй, когда каждый год проводятся опросы населения, в которых они сообщают о самых волнующих их проблемах. Например, может быть сообщено, что 7 % горожан недовольны уровнем преступности, 15 % безработицей, 1 % высоким городским трафиком. Исходя из этих данных, мэр может понимать масштабы конкретных проблем и принимать соответствующие решения. Третий способ представляет собой обзор карт, когда можно видеть на них состояние города в конкретных областях. Так, можно увидеть очаги преступности, места высокого трафика, темпы роста благосостояния горожан в различных районах и т. д. и, соответственно, принимать решения уже по конкретным городским районам. Последний инструмент позволяет эффективно реализовывать стратегии по разделению города на разные по качеству районы, когда, например, игрок может создать хорошо обустроенный район и трущобы, где последние не требуют больших затрат и уменьшают недовольство от высоких цен на жильё.

## Разработка игры
Автором и ведущим геймдизайнером SimCity стал Уилл Райт, когда тот ещё был разработчиком инди-игр. Впервые идея о создании городского симулятора пришла ему в 1984 году во время разработки игры Raid on Bungeling Bay для Commodore 64.

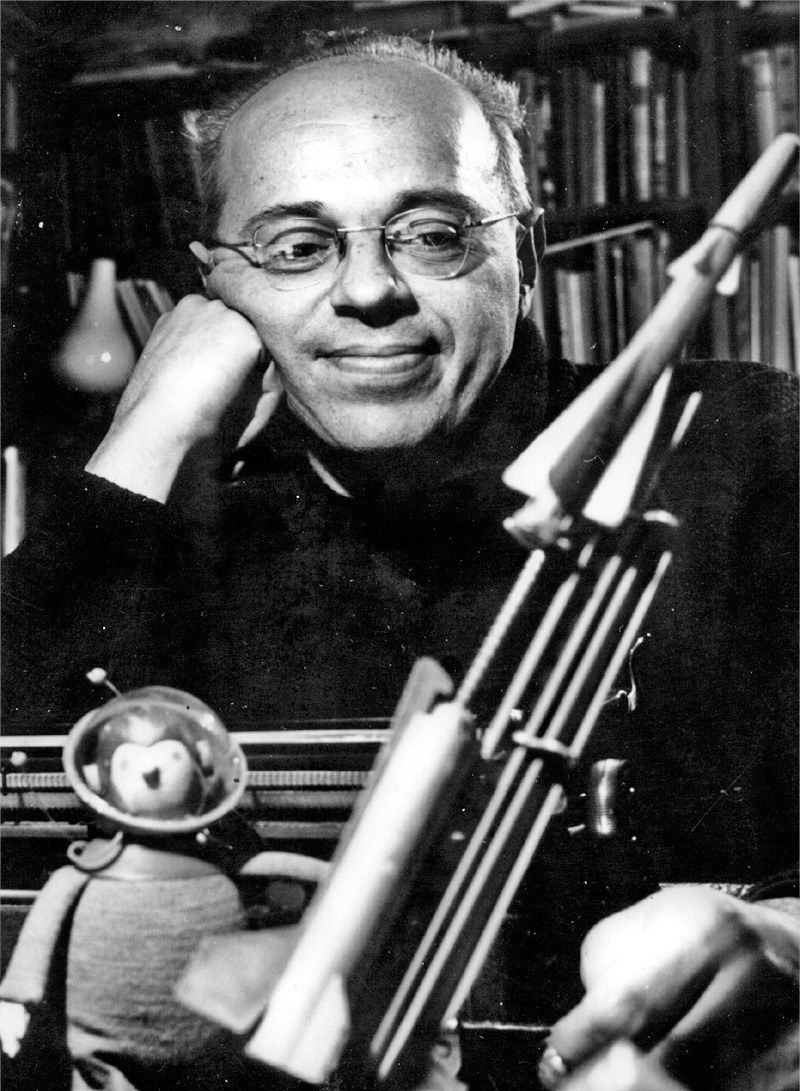
Создавая игру, Райт был вдохновлён рассказом «Путешествие седьмое, или Как Трурля собственное совершенство к беде привело» Станислава Лема (на илл.)

В этой игре нужно управлять вертолётом, обстреливать вражескую территорию и уничтожать оружейные заводы. В процессе разработки дизайнер создал программу-редактор, которая позволяла быстро и удобно создавать карты вражеских баз и складов. Увлёкшись этой программой, Райт стал уделять гораздо больше времени созданию карт, чем разработке остального геймплея. Позже Райт признавался, что после создания новой базы он лишь управлял персонажем, летающим на вертолёте, и любовался ею, а на разрушение базы у него рука не поднималась.
Тогда Райт решил усовершенствовать созданный им редактор карт до полноценной игры, где игрок сможет создавать небольшие города, обустраивая их объектами инфраструктуры. В одном из интервью геймдизайнер отметил, что хотел придумать новый геймплей, не заставляющий игрока достигать определённой цели, а наоборот, позволяющий человеку самому создавать желаемый ход событий, давая волю творчеству.
Во время создания SimCity Райт увлёкся урбанистикой и прочитал по данной теме примерно 50 книг; также дизайнер изучал системную динамику, разработанную американским учёным Джеем Форрестером, которая легла в основу геймплея будущей игры. Помимо этого, Райт был вдохновлён рассказом Станислава Лема «Путешествие седьмое, или Как Трурля собственное совершенство к беде привело» из цикла «Кибериада», где по сюжету Трурль обнаруживает свергнутого тирана и, пожалев его, создаёт миниатюрное королевство с жителями, которыми тот может править. Через игру разработчик также решил отразить свои политические убеждения, например, идею поддержки развития общественного транспорта или неодобрение ядерной энергетики. Президент студии Maxis Джефф Браун признался, что игра, по сути, продвигает политические программы. На создание симулятора у Райта ушло примерно два года.
С первого взгляда симуляция города в SimCity выглядит сложным и динамическим процессом. Однако, в его основе лежат простые алгоритмы, которые Уилл Райт описывает следующим образом:
Наблюдение за динамикой системы позволяет разделить её, по большому счёту, на фонды и потоки. Фонды представляют собой числовые сущности, например число жителей. А поток — это скорость изменения параметра, например, миграционный прирост или уровни смертности и рождаемости. Вы можете смоделировать практически всё с помощью двух таких сущностей.
Оригинальный текст (англ.)System dynamics is a way to look at a system and divide it into, basically, stocks and flows. Stocks are quantities, like population, and flows are rates, like the death rate, the birth rate, immigration. You can model almost anything just using those two features.
Симуляция города по своим свойствам похожа на клеточный автомат игры «Жизнь», когда на базе простых правил получается сложное и разнообразное поведение. В SimCity симуляция строится на базе двумерного массива клеток игрового мира, каждая из которых обладает некоторым набором свойств (уровень загрязнения, преступности, стоимость земли и др.). Во время такта симуляции формируются свойства клеток в будущем через некоторые алгоритмы. Например, загрязнение может распространяться на соседние клетки, а уровень преступности и загрязнения — влиять на стоимость земли.
Симуляция позволяет получить новое качественное поведение симулируемых макрообъектов, в зависимости от базовых правил и заданного состояния, например, по словам Уилла Райта, по мере роста города внутренние районы окружались промышленными и другими объектами и, как следствие, превращались в трущобы.
Изначально в игре катастрофы отсутствовали. Но демонстрация игры людям в разных компаниях показала, что многие из них после постройки города брали единственный инструмент для разрушения (бульдозер, который был сделан для исправления ошибок игрока), и начинали сносить здания города. Это было им интересно и приносило удовольствие, несмотря на то, что строить было намного сложнее, чем разрушать. И так как это происходило с многими людьми, Уилл Райт решил включить в игровую механику катастрофы.
Ранняя версия градостроительного симулятора получила название Micropolis и была готова в 1985 году для домашнего компьютера Commodore 64. Приблизительно во время основания Maxis появились новые платформы Macintosh и Amiga, и Уилл Райт с Джеффом Брауном решили переписать игру для этих компьютеров. Для этой цели они наняли нескольких программистов, а Уилл переписал симулятор на язык C (ранее он был написан на ассемблере). Таким образом, для первых двух платформ Macintosh и Amiga новые люди в компании реализовывали графический front end для конкретной платформы, а симулятор оставался одним и тем же. В дальнейшем, после успешного выпуска игры, Maxis вернулась к уже написанной версии для Commodore 64 и издала её.

### Выход

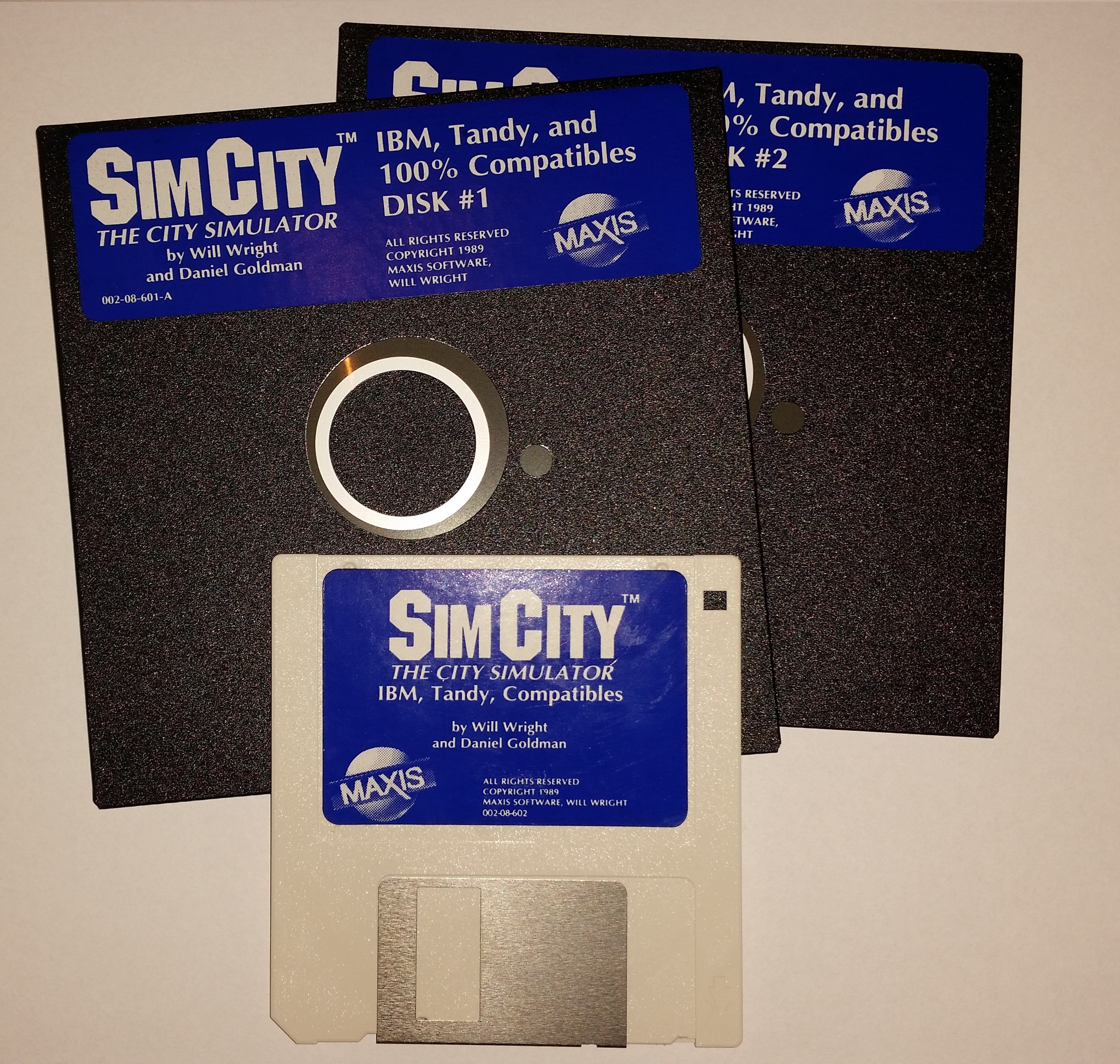
Физическими носителями игры при издании для IBM PC были дискеты 5¼ и 3½.

Несмотря на то, что симулятор был готов ещё в 1985 году, он в течение четырёх лет не мог попасть на рынок компьютерных игр. Райт несколько лет безуспешно пытался договориться с разными издателями. Проблема заключалась в том, что Micropolis обладал слишком нестандартным и сложным игровым процессом, в то время как компьютерные игры 1980-х годов предназначались преимущественно для детской аудитории, геймплей, как правило, требовал от игрока быстрых рефлексов, и поэтому в индустрии преобладали такие жанры, как платформер, головоломка и шутер. По этой причине большинство издателей отказывались выпускать симулятор на полки магазинов из-за страха понести возможные убытки от продаж Micropolis.
Вскоре проектом Райта заинтересовался Джефф Браун, владелец небольшой компании. Его заинтриговала идея Micropolis, которую он назвал «игрой для яппи» и, немедленно продав свою компанию за 100 000 долларов, основал студию Maxis в 1987 году, сделав Уилла Райта своим новым напарником. Джефф согласился связать свой бизнес с разработкой других будущих проектов геймдизайнера. Однако Райт вместе с Джеффом продолжали тщетные попытки продвинуть проект игровым издателям до тех пор, пока на их предложение в 1988 году не откликнулась компания Brøderbund, согласившаяся издавать симулятор, но при условии, что будет получать 20 % доходов от продаж с каждой копии. Также члены компании потребовали сменить название игры, так как имя Micropolis сочли «заразно смешным». Тогда Джефф Браун сменил название с Micropolis на SimCity. Одновременно Brøderbund приобрела лицензию на другую игру, созданную Maxis — Skychase, — где игрок должен управлять самолётом.
В 1988 году компания Brøderbund приобрела права на распространение копий симулятора SimCity в то время, когда Уилл Райт заканчивал работу над усовершенствованной версией игры. Игру лично решили посмотреть руководители Brøderbund — Гэри Карльстон и Дон Дэглоу. SimCity вышла в 1989 году сначала для компьютеров Macintosh, Amiga, затем для Commodore 64 и для IBM PC, её первый тираж составлял 100 000 копий. Вместе с игрой в упаковке прилагалась инструкция по меню управления, небольшие историческое описание городов, их планирование, а также список крупнейших городов в мире, упорядоченных по населению.
Изначально продажи игры шли плохо, но положительные отзывы критиков и статья на одну страницу в журнале Newsweek резко подняли объём продаж, первая партия из 100 000 копий SimCity была быстро распродана, и за первый год выручка от продаж составила 3 млн долларов.

### Портирование и версии игры

Монохромная версия игры для операционной системы Mac OS

В течение нескольких лет игра была портирована на множество платформ: Amiga, Mac OS, Commodore 64, IBM PC, MS-DOS, Amstrad CPC в 1989 году, BBC Micro, ZX Spectrum, NEC PC-9801 в 1990 году, Acorn Electron, Sharp X68000 в 1991 году, FM-Towns, NeWS, Acorn Archimedes в 1993 году и другие. Версия игры для Atari ST 1989 года выходила также в Германии и Франции. Помимо этого для ряда платформ, например для Mac OS, была выпущена монохромная версия SimCity без поддержки цветов. Множество портированных версий включают в себя расширения, например, в версию для Windows был встроен редактор уровней земли, позволяющий перекрашивать участки в разные текстуры. Игра поддерживала большинство видеокарт для IBM-совместимых компьютеров: HGC, CGA, EGA (низкое/высокое разрешение), Tandy 1000, EGA (низкое/высокое разрешение) и VGA (цветной/монохромный). Версия SimCity для Windows, выпущенная в 1994 году, несмотря на улучшенную графику, по сравнению с DOS-версией продавался очень плохо, но сразу после выпуска SimCity 2000 и его успеха копии первого симулятора буквально были «сметены» с полок магазинов.
В 1992 году компания DUX Software решила портировать игру на операционную систему Unix, взяв за основу исходный код симулятора для Macintosh. Разработкой игры занялся программист Дон Хопкинс и интегрировал симулятор для операционной системы Unix. Игра получила рабочее название SimCity HyperLook Edition. Пользовательский интерфейс был написан с использованием языка программирования PostScript и значительно улучшен по сравнению с оригиналом: например, Дон Хопкинс ввёл возможность масштабирования изображения, радиальное меню управления и другие нововведения. Симулятор был переиздан 1 июня 1993 года под названием SimCity Classic для избежания путаницы с названиями более новых игр из серии SimCity.

### Super Nintendo Entertainment System
После успеха компьютерной версии студия Maxis договорилась с японской компанией Nintendo о выпуске 16-битной версии игры SimCity для своей игровой приставки SNES. О предстоящем выпуске симулятора стало известно в сентябре 1990 года, также было объявлено, что SimCity выйдет на игровых приставках NES и SNES.

Персонаж Доктор Райт, созданный компанией Nintendo для SimCity на SNES. Фамилия персонажа была взята у Уилла Райта, создателя SimCity

Выпуск симулятора для SNES в Японии состоялся 26 апреля 1991 года. О выпуске английской версии игры впервые стало известно в июле того же года. Выход SimCity в США состоялся 13 августа 1991 года и 24 сентября в Великобритании. Симулятор был значительно переработан и улучшен компанией Nintendo. Было добавлено множество общественных заведений, или здания-награды, получаемые с достижением определённых целей. Опция наград, начиная с SimCity 2000, стала неотъемлемой частью франшизы SimCity. Другие нововведения включали в себя новые катаклизмы, где, например, в роли Годзиллы выступает Боузер — главный злодей из вселенной Mario. Также особенностью игры для SNES стал так называемый Доктор Райт (яп. ザ・シムズ3 Dr. Wright), виртуальный помощник, дающий полезные советы игроку. Прототипом персонажа послужил сам Уилл Райт. Позже он появился в других играх от Nintendo, в частности, серии игр Super Smash Bros.
Наряду с SimCity для SNES, к выпуску готовилась версия для NES. В сентябре 1990 года, в журнале Nintendo Power было показано небольшое описание симулятора для NES с изображением и предстоящей датой выхода весной 1991 года. После этого никаких данных об игре не поступало, а выпуск не состоялся. Информация о симуляторе появилась лишь в 2006 году в списке так называемых «потерянных сокровищ» от Nintendo. В качестве причины отмены компания указала неудачное время выпуска, так как в разработку игры для SNES было вложено больше средств и, соответственно, она бы могла стать причиной провала продаж SimCity для NES. Вторая причина заключалась в сырости самого геймплея, который разработчики не успели бы полностью доделать к выпуску игры.
По версии сайта IGN, SimCity заняла 35 место в списке 100 самых популярных игр для приставки Super Nintendo.
В августе 1996 года для приставки вышла обновлённая версия симулятора под названием BS Sim City Machizukuri Taikai и была предназначена исключительно для японского рынка. В 2000 году к приставкам Nintendo 64 и Nintendo 64 DD вышел сиквел под названием SimCity 64. A в 2006 году симулятор стал доступным для игры на приставке Wii, которую можно приобрести в онлайн-магазине Wii Shop.

### Мобильные устройства
5 января 2001 года была выпущена монохромная версия SimCity для карманных компьютеров под управлением EPOC32.
В 2006 году для мобильных устройств была выпущена игра под названием SimCity, в которой графика во многом подобна SimCity 2000. 15 октября 2008 гoда студией In-House была выпущена Java-версия градостроительного симулятора под названием SimCity Metropolis, а также с поддержкой Symbian для устройств Nokia. Игра выполнена в изометрической графике, в остальном геймплей во многом подобен оригиналу, хоть и был значительно урезан из-за ограниченных графических характеристик и небольшого экрана. Игрок может построить 120 разных зданий, начинать строить городок с нуля или выбрать один из 18 готовых сценариев. По мере того, как город растёт, в игре открываются новые предметы и участки для строительства кварталов.
В 2008 году для телефонов вышла новая версия симулятора — SimCity Deluxe с поддержкой русского языка. Геймплей и графика во многом подобны SimCity Metropolis, но они были значительно улучшены. 18 декабря 2008 года для iOS и 6 ноября 2012 года для Android была выпущена обновлённая версия игры SimCity Deluxe со значительно улучшенной графикой и расширенным геймплеем по сравнению с java-игрой. Например, катаклизмы в игре выглядят более реалистично.

### Micropolis
В 2007 году игра под старым названием Micropolis была бесплатно выпущена для детских компьютеров OLPC XO некоммерческой организацией One Laptop Per Child в рамках благотворительной акции, организованной под эгидой ООН, цель которой состоит в предоставлении учебных компьютеров для детей из стран третьего мира.
В январе 2008 года студия Maxis решила опубликовать исходный код градостроительного симулятора со свободной лицензией GPL 3. Данное решение также было связано с акцией One Laptop Per Child, где для детских компьютеров используется только свободное программное обеспечение. Решение о переименовании игры в Micropolis было сделано для сохранения товарного знака SimCity. Исходный код был опубликован на языке программирования C++ с интеграцией Python, а пользовательский интерфейс создан при помощи GTK+ и OpenLaszlo.
На основе SimCity для Unix программист Дон Хопкинс разработал многопользовательский режим симулятора под названием Micropolis, используя исходный код игры, и интегрировал её с протоколом X11. После чего Micropolis был портирован на Linux и OS/2.
Обновления игры для Micropolis выходили до 2013 года. Через неделю после прекращения поддержки была выпущена онлайн-версия симулятора под названием MicropolisJS, созданная с использованием Javascript с HTML5. Переводом игры в онлайн-версию занимался программист Грэм МакКатчеон. MicropolisJS поддерживается на браузерах Internet Explorer, Firefox, Opera и Safari.

## Музыка
Если в оригинальной игре звуковое сопровождение состоит из ряда простых звуков, то для версий NES и SNES было создано полноценное звуковое сопровождение, состоящее в общей сложности из 20 мелодий и звуковых дорожек, написанных японским композитором Соё Окой, работавшей в музыкальной студии Nintendo с 1987 по 1995 год. В одном из своих интервью Ока призналась, что создание музыки для NES-симулятора было для неё новым опытом, так как мелодия не должна была передавать никакого стресса, а наоборот, помогать игрокам лучше сконцентрироваться на создании своего городка. Тогда она решила написать последовательные мелодии, в которых отсутствует чувство концовки. Также Ока через изменение музыкального стиля хотела отразить рост и развитие городов, но не в навязчивой форме. Так она начала с создания простого мотива, после чего работала над его разными вариациями. По мере того, как город растёт, звуковое сопровождение постепенно сменяется на более сложное звучание.
Когда Ока позже работала над музыкальным сопровождением версии игры для Super Famicon, она получила задание заново написать к симулятору новые мелодии, но при этом пытаясь сохранить такую же атмосферу, как в игре для NES. Ока должна была создать более сложное музыкальное сопровождение и написать ещё больше мелодий. Как и в первый раз, она сосредоточилась на изменении музыкальной атмосферы в городе, по мере того, как тот растёт, но уже без применения каких-либо общих мотивов. Некоторые мелодии из NES были перенесены в SNES без особых изменений, но в общем версия для SNES, по мнению композитора, обладает гораздо более богатым музыкальным сопровождением.
| №                   | Название                         | Длительность |
| ------------------- | -------------------------------- | ------------ |
| 1.                  | «Title»                          | 3:03         |
| 2.                  | «Menu»                           | 3:00         |
| 3.                  | «Dr. Wright»                     | 2:58         |
| 4.                  | «Bonus»                          | 0:04         |
| 5.                  | «Problem»                        | 0:34         |
| 6.                  | «Alert»                          | 0:13         |
| 7.                  | «Grouth»                         | 0:31         |
| 8.                  | «Village»                        | 3:01         |
| 9.                  | «Town»                           | 1:48         |
| 10.                 | «Capital»                        | 2:31         |
| 11.                 | «Metropolis»                     | 1:52         |
| 12.                 | «Megalopolis»                    | 4:09         |
| 13.                 | «Bad Evaluation»                 | 0:42         |
| 14.                 | «Good Evaluation»                | 0:39         |
| 15.                 | «Budget»                         | 0:02         |
| 16.                 | «Fired»                          | 0:11         |
| 17.                 | «Congratulations»                | 0:12         |
| 18.                 | «Congratulations on Megalopolis» | 0:32         |
| 19.                 | «Good Night»                     | 0:40         |
| 20.                 | «Mario»                          | 0:12         |
| 21.                 | «Park Construction»              | 0:04         |
| Общая длительность: | Общая длительность:              | 21:05        |

## Оценки и мнения

### Для персональных компьютеров
| Иноязычные издания    | Иноязычные издания                   |
| Издание               | Оценка                               |
| --------------------- | ------------------------------------ |
| ACE                   | 945/1000 (Amiga) 915/1000 (Atari ST) |
| Amiga Computing       | 89 %                                 |
| Amiga Format          | 92 %                                 |
| Amstrad Computer User | [ 15 ]                               |
| Crash                 | 83 %                                 |
| CVG                   | 94 %                                 |
| Datormagazin          | 9/10                                 |
| GameSpot              | 8,1/10                               |
| Génération 4          | 100 %                                |
| IGN                   | 8,1/10                               |
| Power Play            | 80 %                                 |
| The Games Machine     | 95 %                                 |
| Your Sinclair         | 93 %                                 |
| Zzap!64               | 96 % (Amiga) 76 % (C64)              |
| The House of Games    | 9/10                                 |
| Zero                  | 92 %                                 |
| Amiga Force           | 85 %                                 |
| Amiga Resource        | 92 %                                 |
| Amigotimes            | 19/20                                |
| All Game Guide        | [ 108 ]                              |
| Русскоязычные издания |                                      |
| Издание               | Оценка                               |
| Game.EXE              | 4,5/5                                |

Игра была в основном положительно оценена критиками, которые из плюсов отметили увлекательность самого геймплея. Стивен Леви, критик журнала Macworld, был очарован возможностью наблюдать за машинами виртуальных жителей и видеть, как каждый из них передвигается по городу, например, из дома на работу. Хейди Аукок, рецензент журнала Compute!, также похвалил игру в своём обзоре от августа 1989 года и назвал геймплей интересным, а панель управления, по его мнению, хоть и выглядит сложной, но на деле она достаточно удобна и к ней можно быстро привыкнуть. Марк Лэнгшоу назвал SimCity одной из самых важных вех в истории компьютерных игр и первопроходцем своего жанра. Это яркий пример того, как один разработчик сумел смело бросить вызов старой игровой индустрии и оставить после себя богатое наследие. Похожего мнения придерживается и Ава Кауфманн из сайта Jacobinmag, который также отметил, что игровая индустрия 80-х годов была недружелюбна к инди-играм, и поэтому её создатель Уилл Райт с разработкой SimCity, по сути, шёл на авантюру и лишь через 4 года удача улыбнулась ему. Критик из сайта GameSpy назвал игру простой, но одновременно и сложной. По его мнению, процесс создания города, улучшение его инфраструктуры, или же, наоборот, вызов для него разных катаклизмов, несравненно доставят игроку много радости, несмотря на то, что игре уже несколько десятков лет. По мнению редакции газеты «Известия», в SimCity или её новые версии поиграл, пожалуй, каждый интересующийся играми менеджер или руководитель.
После выхода игру опробовали профессиональные проектировщики городов. В частности, Брюс Джофф моделировал города Папуа — Новой Гвинеи и небольшого города в Венесуэле с населением в 25 000 человек. По его заключению, игра недостаточно сложна для симуляции реальных городов, но позволяет делать важные выводы для проектировщика — например, больше обращать внимание на процессы развития города, а не планировать его как нечто монолитное.
В старых обзорах рецензенты отмечали необычность геймплея, в частности, полное отсутствие в нём элементов аркады, экшена и платформера, свойственных всем играм 80-х годов, и, несмотря ни на что, это не мешает SimCity «заразительно» увлекать в свой мир большинство игроков на много часов. В частности, Стив Хедрик, критик газетного издания Compute! для Commodore 64, сначала придерживался очень осторожного мнения относительно игры, и когда впервые узнал о ней, то был уверен, что геймплей симулятора должен был бы обязательно ему наскучить. Однако после знакомства с игрой Стив признался, что ещё ни одна игра его так сильно не увлекала, как SimCity. Вскоре градостроительным симулятором увлеклись и сыновья критика. В 1994 году Джон Холланд в своей обзорной телепередаче по телеканалу Channel 4 поделился опытом игры в SimCity и отметил, что когда он сел за компьютер и начал создавать свой город, то не мог оторваться от игры в течение шести часов и из-за этого пропустил почти всё время сна. Рецензент признался, что он чувствовал изумление, наблюдая, как живёт и изменяется его миниатюрный виртуальный городок. Когда Джон ушёл под утро на небольшой сонный перерыв, оставив включённым компьютер с игрой, то он по возвращении к своему удивлению заметил, что за время его отсутствия город ещё вырос и изменился.
Другое главное достоинство в игре, по мнению рецензентов, заключается в её явной «поучительности». Хейди Хаукок придерживается мнения, что SimCity стимулирует интеллектуальное развитие и даст игроку понятие о сложности экономического развития города. Стивен Леви уверен, что градостроительный симулятор выполняет роль образовательной программы и позволяет игроку понять азы экономики и взглянуть на существование городов с новой точки зрения: не как просто место для скопления людей, а как сложный и в то же время очень хрупкий организм, который в результате незначительной ошибки может прийти в упадок или даже рухнуть на глазах. Критик назвал Уилла Райта гением и советует игру тем, кто любит помечтать о том, как он будет править городом или государством. Кеннес Кольсон, учитель и представитель Американской политической и учёной ассоциации, посвятил диссертацию игре SimCity, отметив, что сценарий развития виртуального города поразительно схож с реалиями современной экономики, урбанистики, проблем окружающей среды и позволяет простому игроку понять те сложные задачи, которые поставлены перед современными политиками.
Критик журнала Amiga Power в своём сравнительном обзоре назвал игру SimCity лучшей, чем похожую игру-симулятор Railroad Tycoon, но отметил, что система железнодорожного движения реализована в общем хуже, чем в игре Сида Мейера. По мнению Кирилла Токарёва, представителя журнала Игромания, игра обладает очень бедной графикой, что, однако, совсем не помешало её успеху. Также, по мнению критика, обилие графиков и схем подсказывает о том, что игра изначально задумывалась как игрушка для архитекторов.
По мнению Стивена Леви, версии игры для Amiga и Commodore полностью идентичны, хотя для Amiga была встроена функция отмены последнего действия игрока. Представитель сайта Thehouseofgames сделал сравнительный обзор игры для разных платформ, где назвал игру для Windows лучшей, назвав её графику самой качественной, а панель управления удобной. Среди 8-битных версий лучшим получился порт для Amstrad CPC, хотя из-за отсутствия мышки панель управления получилась неудобной. Игра для C64 имеет урезанный геймплей, например, в ней отсутствует возможность строительства линий электропередач вдоль дороги, что в общем создаёт вид недоделанности симулятора. Худшей, по мнению журналиста, получилась 8-битная версия игры для ZX Spectrum, которая, помимо плохого управления, имеет слишком примитивную графику.

### Super Nintendo Entertainment System
| Иноязычные издания       | Иноязычные издания |
| Издание                  | Оценка             |
| ------------------------ | ------------------ |
| EGM                      | 7,5/10             |
| GamePro                  | 4/5                |
| IGN                      | 7,5/100            |
| Nintendo Life            | 8/10               |
| Vizzed                   | 9,2/10             |
| Mean Mashines            | 94 %               |
| Cubed3                   | 945/1000           |
| Super Play               | 84/100             |
| Gamecola                 | 6/10               |
| Aktueller Software Markt | 69 %               |
| Games-X                  | 100 %              |
| Nintendo Land            | 95 %               |
| Digital Press            | 9,5                |

Значительная часть обзоров игры была составлена для версии SimCity для SNES. Средняя оценка симулятора, по данным сайта Game Rankings, составила 78,58 %, и критики преимущественно положительно отозвались об игре.
Дамиен Макферран с сайта Nintendo Life отметил, что, даже после того, как SimCity была портирована на десятки операционных систем для компьютеров, большинству из них не удалось переплюнуть игру для SNES по качеству геймплея и графики. Редакция журнала Mean Mashines и вовсе была уверена, что симулятор для SNES получился лучше оригинала. Хотя сама графика не блещет качеством, но её компенсирует отличный геймплей и приятное музыкальное сопровождение. Критик из сайта IGN назвал игру нетипичной игрушкой для консоли и своеобразным имитатором реальности, где невозможно выиграть или проиграть. Несмотря на сложность прохождения, игровой процесс на деле выглядит довольно простым. Версия SimCity для Nintendo получилась качественнее своего предшественника для ПК. Рецензент сайта Vizzed отметил, что к игре быстро привыкаешь и она доставит несомненное удовольствие каждому, кто увлекается творчеством и планированием. Представитель сайта Cubed3 признался, что SimCity и по сей день хороша, как и во «времена своей молодости». При этом порт игры на SNES доказал, насколько быстро новый жанр стал доступным для большинства из игровой аудитории.
По мнению редакции Nintendo Life, игра идеально подойдёт терпеливым игрокам, которые любят постепенно и кропотливо достигать поставленных целей, ведь тогда симулятор вознаградит в конце концом их огромным мегаполисом с развитой инфраструктурой, а любители быстрых результатов могут спокойно обходить SimCity стороной. Похожего мнения придерживается и редакция Mean Mashines, которая отметила, что игра может разочаровать тех, кто хочет получить мгновенное удовлетворение.
Критики в основном похвалили игру за её более красочную графику по сравнению с игрой для ПК и усовершенствованные визуальные эффекты. Представитель сайта Cubed3 признался, что такие, кажется, незначительные элементы, как колышущаяся вода, трава, движущиеся поезда, машины и маленькие как точки люди придают игре ощущение живого города. Редакция журнала Mean Mashines отметила, что недостатки, свойственные оригиналу и отталкивающие многих потенциальных игроков, например непримечательный внешний вид, были значительно переделаны, что сделало игру гораздо естественнее и ярче.
Мнение критиков о музыке было в основном положительным или нейтральным. По мнению рецензента Cubed3, музыкальное сопровождение сделано очень качественно, а мелодичные напевы, играющие в фоновом режиме, приятны и вызывают успокаивающий эффект, но когда происходят какие-то катастрофические события, то музыка вполне грамотно передаёт, наоборот, стрессовую атмосферу. Представитель сайта Vizzed назвал музыку просто приятной. Редакция журнала Mean Mashines назвала музыку саму по себе приятной и ненавязчивой. Хотя некоторые фоновые мелодии, по мнению редакции, получились лучшими среди игр от Nintendo, а композиции сами по себе получились простыми и ненавязчивыми.
Также некоторые рецензенты похвалили игру за введение виртуального помощника доктора Райта, дающего разные советы игроку. Например, критик сайта Vizzed отметил, что добавление в игру доктора придаёт геймплею дополнительное чувство стратегии планирования. Критик IGN отметил, что благодаря мистеру Райту игра получилась интереснее. Помимо этого, критикам пришёлся по душе тот факт, что в симуляторе по мере роста города появляются эпизодически известные персонажи от Nintendo, например Марио и Боузер. По мнению редакции Nintendo Life, это несомненно понравится фанатам игр Nintendo.
По мнению рецензента IGN, главным недостатком игры стала её неудобная панель управления, из-за того, что SimCity изначально задумывалась как игра для компьютера. Критик сайта UsGamers Боб Маккей отрицательно отозвался о порте симулятора для SNES, хотя и признал, что игра в 1990-е годы выглядела новаторски, но отметил, что те игроки, которые решат сегодня поиграть в первый SimCity, удивятся её «примитивизму». Он назвал музыку ненавязчивой и неприметной, но в то же время посчитал это позором для композитора Соё Оки — женщины, написавшей лучшие музыкальные композиции для игр Nintendo.

### Популярность и влияние
Игра в 1989 году вошла в список самых продаваемых игр, став бестселлером и культовой игрой. С момента выхода игры за три года было продано свыше миллиона копий симулятора, а слово Sim стало новым брендом студии Maxis. Считается, что на успех SimCity непосредственно повлиял не только Уилл Райт, но и Джефф Браун, решивший связать свой бизнес с финансированием разработок дальнейших проектов Райта. Успех проекта принёс большую прибыль Maxis, превратив её в более крупную и обеспеченную компанию. Тогда Maxis положила начало традиции выпускать игры sim-серии. Через несколько лет после успеха SimCity на игровой рынок вышли такие симуляторы, как SimEarth, SimAnt, SimLife, SimFarm, SimTown, SimPark, SimCopter и другие, однако они не пользовались особой популярностью, в отличие от The Sims, которая сумела превзойти градостроительный симулятор по продажам и популярности. Вскоре после успеха SimCity разработчики решили выпустить новую версию игры с усовершенствованным геймплеем и новыми возможностями — SimCity 2000. После покупки Maxis компанией EA Games студия приняла новую политику, сосредоточившись непосредственно на разработке новых игр SimCity. Так были выпущены SimCity 3000 и SimCity 4. По примерным оценкам, всего было продано 300 000 копий игры для компьютеров, бо́льшая часть которых пришлась на покупателей из Европы. Версия игры для SNES была распродана почти в два миллиона экземпляров. A за 26 лет с момента выхода симулятора было продано 8 миллионов экземпляров игры вместе с её продолжениями, что делает франшизу SimCity одной из самых продаваемых в игровой индустрии. По утверждению представителя компании Nintendo Юсиэ Хироси, с 1991 по 2007 год по всему миру было продано более 90 миллионов копий SimCity и её продолжения SimCity 2000 для SNES.

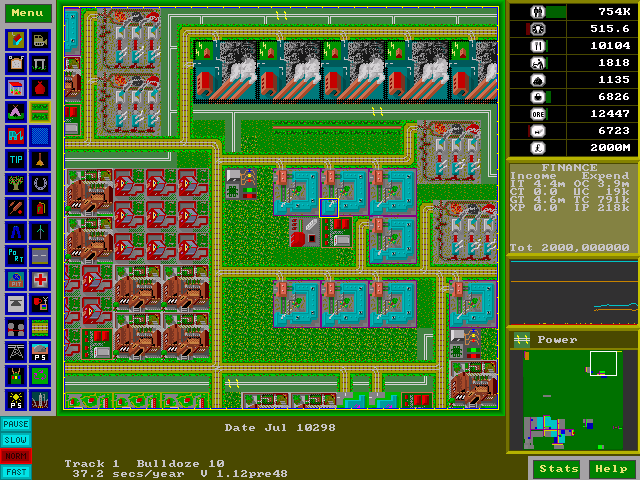
Lincity, независимая игра, созданная в 2000 году для Linux по подобию SimCity, как бесплатная ей альтернатива

SimCity в 90-е годы была настолько популярна, что разработчики новой в то время операционной системы Windows 95 разработали специальный режим для ОС, чтобы игра успешно запускалась на компьютере. Проблема заключалась в ошибке с чтением памяти, не позволявшей запускать игру на ОС. Как правило ошибки исправляет разработчик игр патчем, однако работники Microsoft сами решили справиться с этой ошибкой.
По мнению журналистов газет Times и New York Times, SimCity бросила вызов игровой индустрии и общественному мнению, что компьютерные игры «делаются лишь для детей», так как симулятор из-за сложного игрового процесса ориентировался прежде всего на взрослую аудиторию, в отличие от большинства игр 1980-х годов. У градостроительного симулятора очень быстро образовалась широкая игровая аудитория, включающая в себя детей, женщин и мужчин, в общем не интересующихся компьютерными играми, заядлых игроков и даже учителей. SimCity, как нелинейная игра, вдохновила многих геймдизайнеров и косвенно повлияла на появление полноценного жанра симулятор бога. До сегодняшних дней во время создания большинства градостроительных симуляторов SimCity используется как классический образец. Журнал Your Sinclair в 1993 году причислил SimCity в список лучших игр, поставив её на 11 место; по результатам голосования читателей игра получила четвёртое место.
Журнал PC World поставил в 2009 году игру SimCity на четвёртое место в список «величайших игр в истории». Представители журнала IGN дали симулятору 11 место среди лучших игр для ПК в истории и 16 место на немецкой выставке технологий Jurnos Pisk в 2007 году. Известный разработчик американских игр Сид Мейер причислил SimCity к тройке «великих» игр, показавших в своё время самые передовые игровые процессы, в частности, игроки с SimCity впервые получили возможность что-то создавать, а не разрушать. Также разработчик признал, что игра SimCity является одной из основных, вдохновивших его на создание Civilization.
Уилл Райт ввёл термин программа-игрушка (англ. software toy) в игровую индустрию, к которому относится SimCity. Отдельные игры данного жанра существовали ранее, но SimCity стала первым массовым представителем, сумевшим сформировать в индустрии данный тип игр.
Градостроительный симулятор получил 24 награды от разных организаций и журналов.
12 марта 2007 года журнал The New York Times сообщил, что SimCity вошёл в список так называемых 10 канонических игр, которые, по мнению Библиотеки Конгресса США, положили начало игровым жанрам, доминирующим сегодня в игровой индустрии.
SimCity использовалась как часть учебной программы по предметам городского управления, урбанистики и политической науки в Университете Южной Калифорнии и Аризонском университете. В 1990 году редакция журнала The Providence Journal пригласила к себе пять кандидатов на пост мэра города Провиденс, каждый из которых должен был предоставить редакции созданный виртуальный городок из SimCity. Лучший город предоставил Бадди Шанси, вскоре выигравший пост мэра на выборах.
В 2000 году под свободной лицензией GNU GPL был выпущен градостроительный симулятор под названием Lincity, разработанный независимым программистом Петерсоном для Linux, как альтернатива ещё проприетарной SimCity. Графика и геймплей во многом подобны SimCity, например обзор города происходит сверху.
Распространено ошибочное мнение, что SimCity является абсолютно первым представителем жанра градостроительного симулятора. На самом деле в ранней истории игровой индустрии уже появлялись игры, имеющие в своём алгоритме простые элементы градостроительства или управления городом, например, Hamurabi представлял собой текстовую игру, выпущенную в 1968 году для мини-компьютера PDP-8. Алгоритм игры был во многом подобен SimCity, но в ней нельзя было строить новые здания, хотя необходимо было выполнять роль мэра, следить за инфраструктурой, собирать налоги и развивать экономику. Также в 1978 году вышел симулятор средневекового города Santa Paravia en Fiumaccio, где игрок должен управлять поставками зерна, а в 1982 году — Utopia, в которой больший уклон делается на стратегию по выживанию на острове.

### Награды
Игра получила множество наград.
| Журнал или организация               | Год  | Наименование награды                                                                             | Перевод названия |
| ------------------------------------ | ---- | ------------------------------------------------------------------------------------------------ | --- |
| Charles S. Roberts Award             | 1989 | Best 20th Century Computer Wargame                                                               | Лучшая компьютерная игра XX века в жанре варгейм в 1989 году                                                          |
| VideoGames & Computer Entertainment  | 1989 | Best Computer Strategy Game                                                                      | Лучшая игра-стратегия                                                                                                 |
| European Computer Leisure Award      | 1989 | Best Educational Program                                                                         | Лучшая образовательная программа                                                                                      |
| Origins Award                        | 1989 | Best Military or Strategy Computer Game                                                          | Лучшая компьютерная игра в жанре военная игра или симулятор                                                           |
| Software Publisher’s Association     | 1989 | Critics’ Choice: Best Consumer Program                                                           | Выбор редакции: Лучшая потребительская программа                                                                      |
| Compute!                             | 1989 | Editors Choice Award: Best Simulation                                                            | Выбор редакции: Лучший симулятор                                                                                      |
| MacUser                              | 1989 | Critics’ Choice: Best Recreation Program                                                         | Выбор редакции: Лучшая Программа для отдыха                                                                           |
| Amiga Annual                         | 1989 | Game of the Year                                                                                 | Игра года |
| Computer Gaming World                | 1989 | Game of the Year                                                                                 | Игра года |
| Macworld                             | 1989 | Game Hall of Fame                                                                                | Игра, удостоенная зала славы                                                                                          |
| Computer Game Developer’s Conference | 1989 | Most Innovative Publisher                                                                        | Инновационный издатель                                                                                                |
| Tild D’Or                            | 1989 | Most Original Game                                                                               | Самая необычная игра (Золотая награда)                                                                                |
| Macworld                             | 1990 | World Class Award                                                                                | Награда мирового класса                                                                                               |
| Siia CODiE Awards                    | 1990 | Best Simulation Program Best Entertainment Program Best Curricular Program Best Consumer Program | Лучшая программа-симулятор Лучшая развлекательная программа Лучшая учебная программа Лучшая потребительская программа |
| Technology and Learning              | 1990 | Software Award of Excellence                                                                     | Превосходное ПО |
| Amiga Power                          | 1991 | Fourth Best Simulation of All Time for Amiga                                                     | Четвёртый лучший симулятор для Amiga                                                                                  |
| CRASH                                | 1991 | The Offical Game Top 100 Of All Time: 15th place                                                 | Рейтинг 100 лучших игр всех времён для ZX Spectrum: 15-е место                                                        |
| UnixWorld                            | 1992 | Best product of the year                                                                         | Лучший продукт года                                                                                                   |
| Your Sinclair                        | 1992 | The Offical Game Top 100 Of All Time: 11th place                                                 | Рейтинг 100 лучших игр всех времён для ZX Spectrum по версии редакции: 11-е место                                     |
| Your Sinclair                        | 1993 | The Offical Game Top 100 Of All Time (Readers): 4th place                                        | Рейтинг 100 лучших игр всех времён для ZX Spectrum по мнению читателей: 4-е место                                     |
| Computer Gaming World                | 1996 | 150 Games of All Time: 6th place                                                                 | Рейтинг 150 лучших игр всех времён: 6-е место                                                                         |
| Game.EXE                             | 1999 |                                                                                                  | Топ-10 1990-х годов по версии лучших разработчиков: 11-13 место                                                       |